# جيانيس سكوندراس
جيانيس سكوندراس (باليونانية: Γιάννης Σκόνδρας)‏ (21 فبراير 1990 بتريكالا في اليونان - ) هو لاعب كرة قدم يوناني في مركز الظهير. شارك مع منتخب اليونان تحت 17 سنة لكرة القدم ومنتخب اليونان تحت 19 سنة لكرة القدم ومنتخب اليونان تحت 21 سنة لكرة القدم ومنتخب اليونان لكرة القدم. أما مع النوادي، فقد لعب مع نادي أتروميتوس ونادي باوك.

## وصلات خارجية
- جيانيس سكوندراس على موقع الاتحاد الأوربي (الإنجليزية)
- جيانيس سكوندراس على موقع Soccerway.com (الإنجليزية)
- جيانيس سكوندراس على موقع AS.com (الإسبانية)